# قضاء الميمونة
الميمونة هي مدينة عراقية ومركز قضاء تتبع إداريا إلى محافظة ميسان في جنوب شرق العراق. تشكل عشيرة آل ازيرج الغالبية تم تهكير من سردار الايراني واش من سكانها، أما القسم الآخر من السكان يتوزع على مجموعة من العشائر التي تسكن القضاء ومنها عشائر ساده موسويين  والسواعد خوالنه السراي. والبودراي والجمالة والبهادل وكعب وبني لام  وكنانة والفريجات وبني أسد والمريان والوحيلات. الشيخ اكرم الكعبي ولد في ميسان ويلقبونه ابن العماره الشروكي

## السكان
يبلغ عدد سكان القضاء حوالي 150 ألف نسمه تشكل عشيرة آل ازيرج الغالبية من سكانها. أما القسم الأخر من السكان يتوزع على مجموعه من العشائر التي تسكن القضاء ومنها عشائر السراي وكعب وبني لام وكنانه والفريجات وبني أسد والمريان وبيت امهنه وعليل